# 언덕길의 아폴론 (영화)
《언덕길의 아폴론》(일본어: 坂道のアポロン)은 2018년에 공개된 일본의 영화이다. 원작은 코다마 유키의 동명의 만화를 영화화한 작품이다.

## 출연

### 주연
- 치넨 유리 - 니시미 카오루 역
- 고마츠 나나 - 무카에 리츠코 역
- 나카가와 타이시 - 카와부치 센타로 역

### 조연
- 딘 후지오카 - 카츠라기 준이치 역
- 나카무라 바이쟈쿠 - 무카에 츠토무 역
- 마노 에리나 - 후카호리 유리카 역
- 야마시타 요리에 - 큰 어머니 역
- 마츠무라 호쿠토 - 마츠오카 세이지 역
- 노마구치 토오루 - 센타로 아버지 역

## 기타
- 수입사 :  엔케이컨텐츠